# Аксбрідж (станція метро)
51°32′45″ пн. ш. 0°28′42″ зх. д. / 51.5459° пн. ш. 0.4783° зх. д.
Аксбрідж (англ. Uxbridge) — кінцева станція ліній Метрополітен та Пікаділлі Лондонського метро. Розташована у 6-й тарифній зоні, у районі Аксбрідж, боро Гіллінгдон на заході Великого Лондону, попередня станція Гіллінгдон. Пасажирообіг на 2017 рік — 8.38 млн осіб.

## Історія
- 4. липня 1904 — відкриття станції у складі лінії Метрополітен[4]
- 1. березня 1910 — відкриття трафіку по станції лінії Дистрикт
- 23. жовтня 1933 — припинення трафіку лінії Дистрикт, відкриття трафіку лінії Пікаділлі.[5]
- 4. грудня 1938 — відкриття станції на сьогоденному місці
- 1. травня 1939 — — закриття товарної станції[6]

## Послуги
| Попередня станція | Лінія                            | Лінія                               | Лінія | Наступна станція |
| ----------------- | -------------------------------- | ----------------------------------- | ----- | ---------------- |
| Гіллінгдон        |                                  | Лондонське метро Лінія Метрополітен |       | Кінцева          |
| Гіллінгдон        | Лондонське метро Лінія Пікаділлі |                                     |       | Кінцева          |